# De Rotterdam
De Rotterdam es un edificio situado en el barrio de Kop van Zuid, en Róterdam, diseñado por Office for Metropolitan Architecture (OMA) en 1998 y finalizado en 2013. Está ubicado entre la Torre KPN y la terminal de cruceros de Róterdam. Los 44 pisos suman una superficie total de aproximadamente 160,000 m², que lo convierten en el edificio más grande de los Países Bajos.

## Diseño
Rem Koolhaas, quien en un comienzo consideró convertirse en cineasta, razonó que la vista más frecuente de estas estructuras estaría en movimiento, desde la ventana de un automóvil. A medida que cambia la vista, las torres, que se elevan desde un zócalo compartido de seis pisos, se separan y luego se fusionan.
El edificio consta de tres torres interconectadas que comparten una base de nueve metros de altura de seis pisos. Las dos capas inferiores forman un gran zócalo de vidrio. A unos 90 metros sobre el suelo, las torres, conocidas como West Tower, Mid Tower y East Tower, se desplazan unos pocos metros en diferentes direcciones, lo que mejora la estabilidad del viento y proporciona espacio para terrazas. En el diseño original, las torres no se tocaban entre sí, pero para simplificar el juego de fuerzas y mantener la construcción asequible están conectadas en algunos puntos. En el lado oeste hay balcones a los que se puede acceder desde los apartamentos.
En el año 2014 fue galardonado como el ''Mejor rascacielos del año en Europa'' por el Consejo de Edificios Altos y Hábitat Urbano (CTBUH).